# Mniocera
Mniocera là một chi bướm đêm thuộc họ Geometridae.